# 歐文嶺
79°50′S 84°50′W / 79.833°S 84.833°W

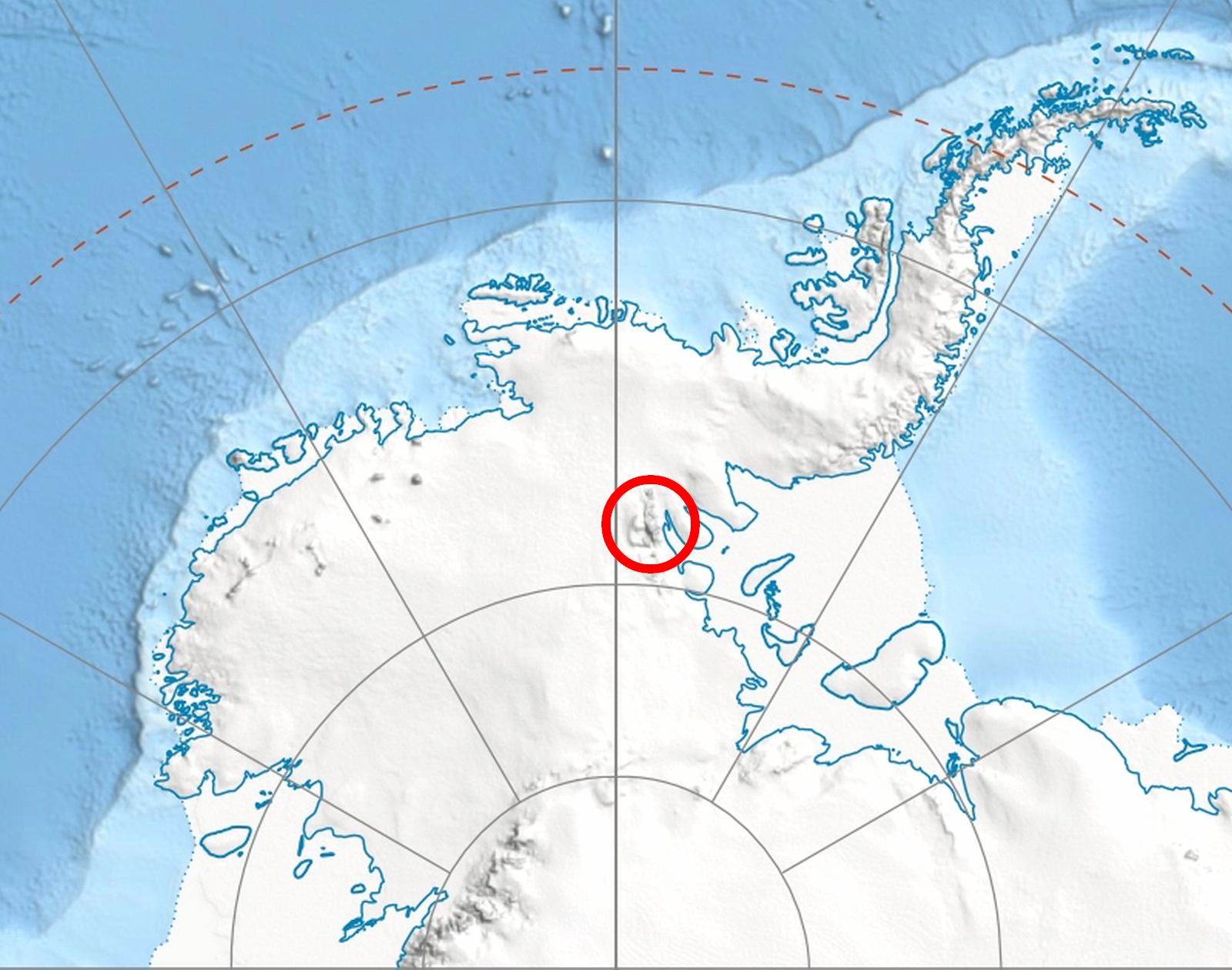

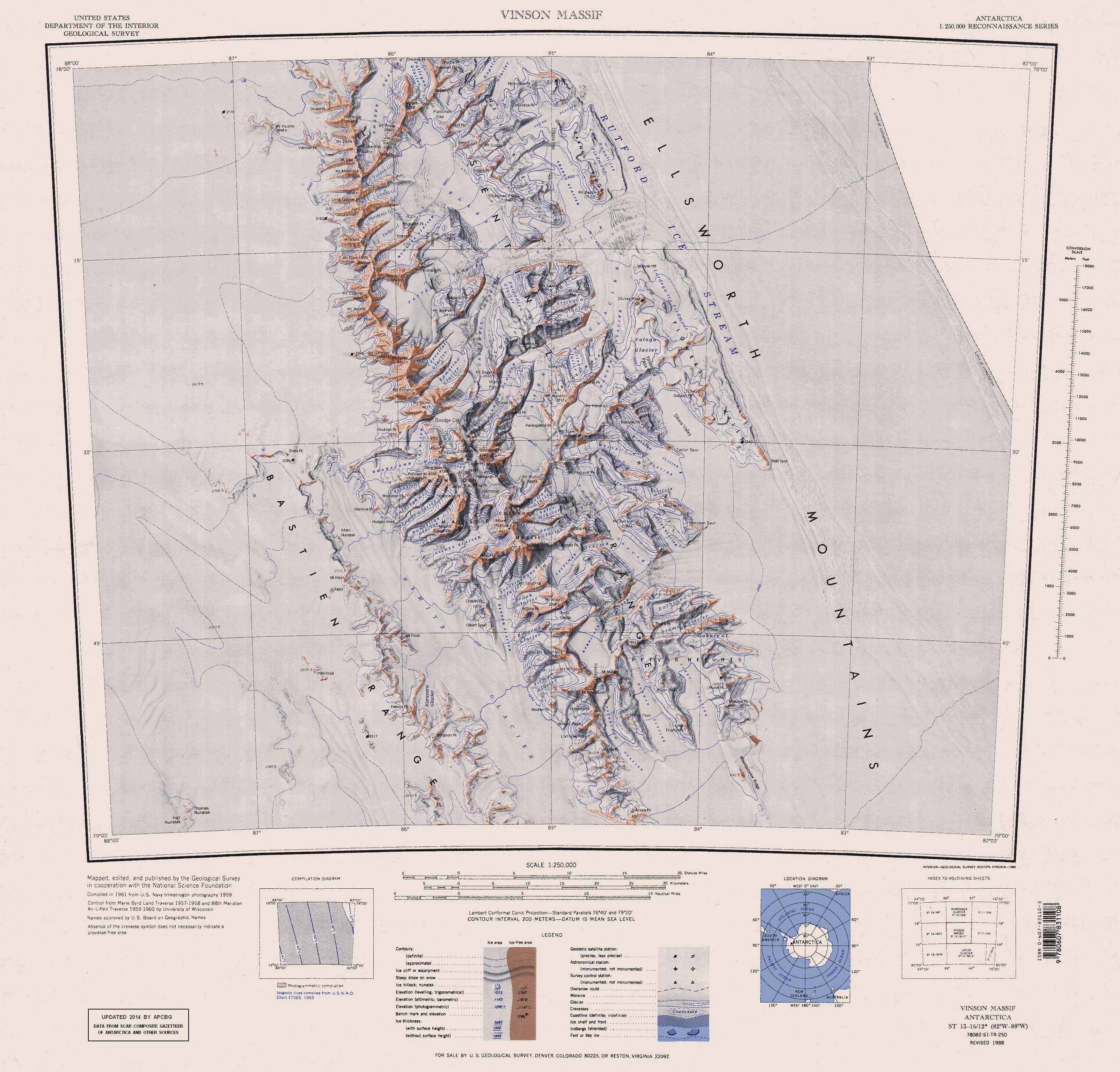

歐文嶺（英語：Owen Ridge）是南極洲的山嶺，位於埃爾斯沃思地，屬於埃爾斯沃思山脈中森蒂納爾嶺的一部分，長41公里，美國地質調查局根據測量和該國海軍的空中照片繪入地圖，現時由南極條約體系管理。